# Obereopsis javanicola
Obereopsis javanicola är en skalbaggsart som beskrevs av Stefan von Breuning 1964. Obereopsis javanicola ingår i släktet Obereopsis och familjen långhorningar. Inga underarter finns listade i Catalogue of Life.